# Urania sloanus
Uranie de Sloane
Espèce
Répartition géographique
Urania sloanus, l'uranie de Sloane, est une espèce éteinte de lépidoptères (papillons) de la famille des Uraniidae et du genre Urania. L'espèce était endémique de la Jamaïque. Elle fut observée pour la dernière fois en 1894 ou 1895 et survécut peut-être jusqu'en 1908.

## Description

### Imago
L'adulte a une envergure comprise entre 64 et 76 mm. Les ailes antérieures sont noires, avec des bandes aux reflets vert irisés. Les ailes postérieures sont ornées de queues et présentent des reflets vert et orangés. Le mâle est en moyenne plus petit que la femelle. Les ailes ne contiennent aucun pigment et leurs couleurs sont purement structurelles.

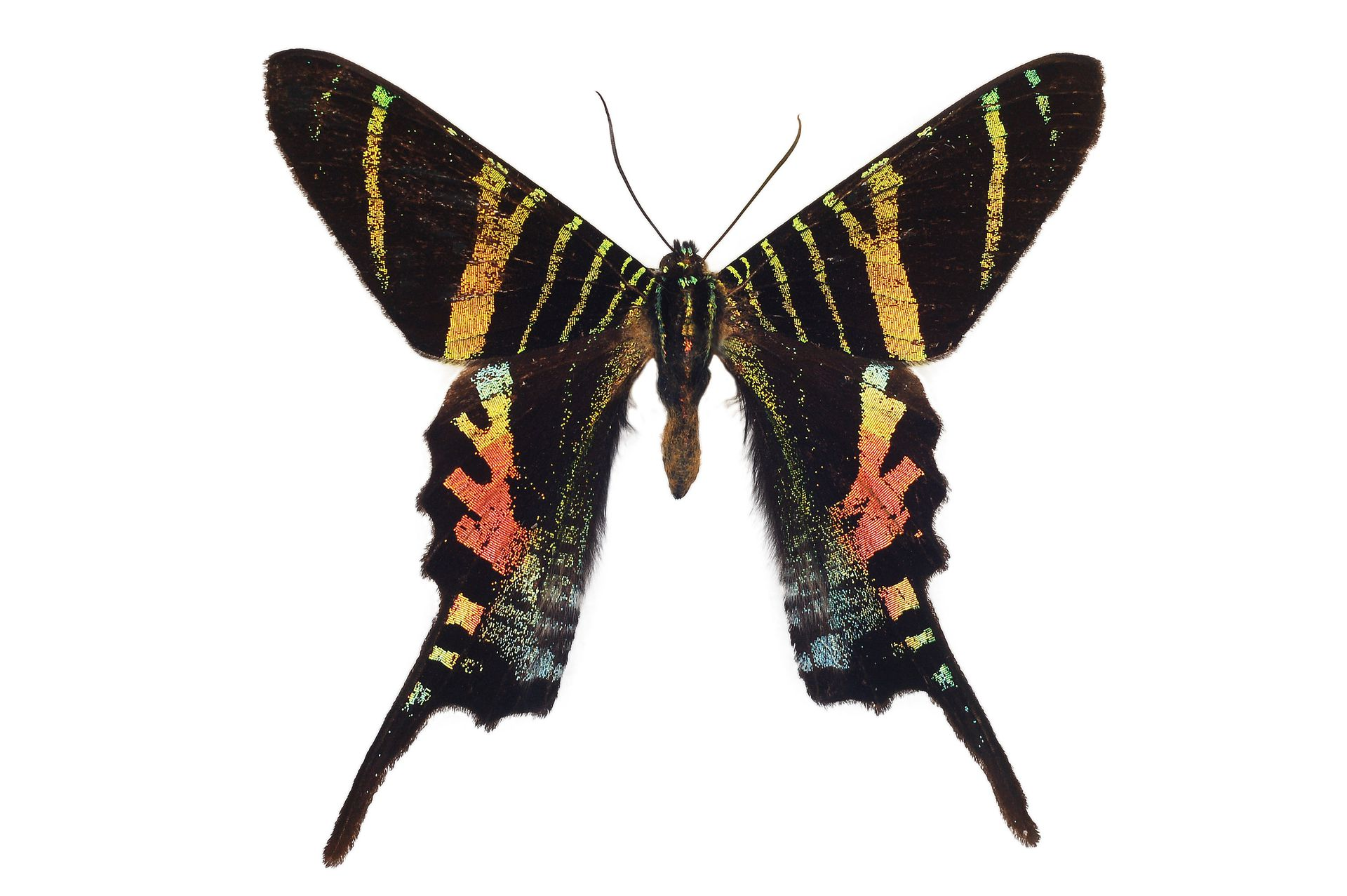
Urania sloanus au Naturalis Biodiversity Center.
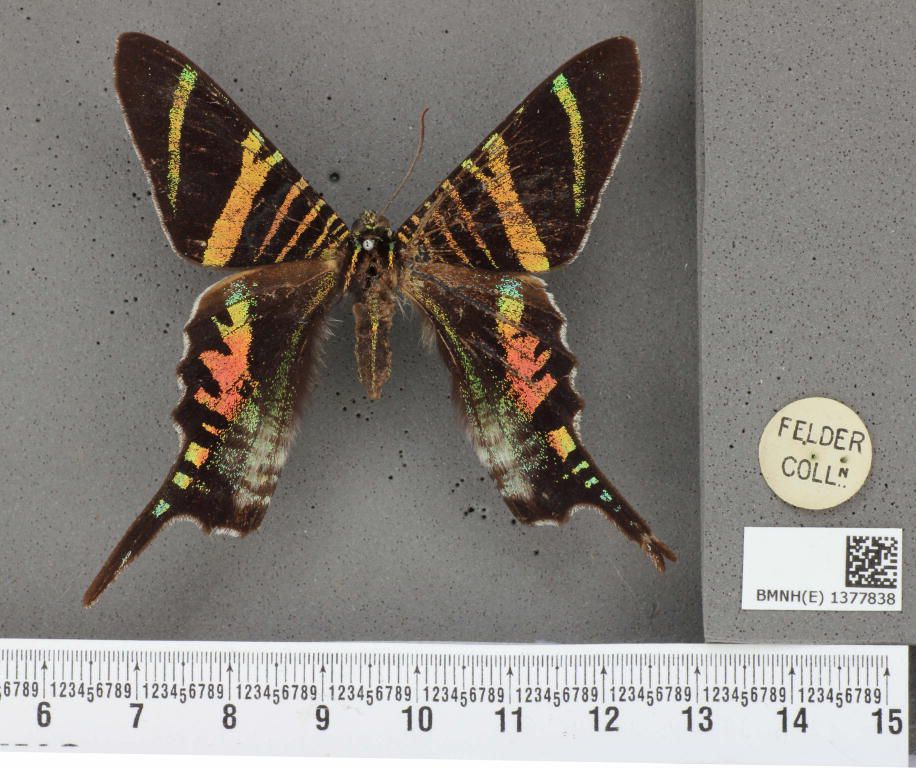
Urania sloanus au Musée d'histoire naturelle de Londres. Vue dorsale
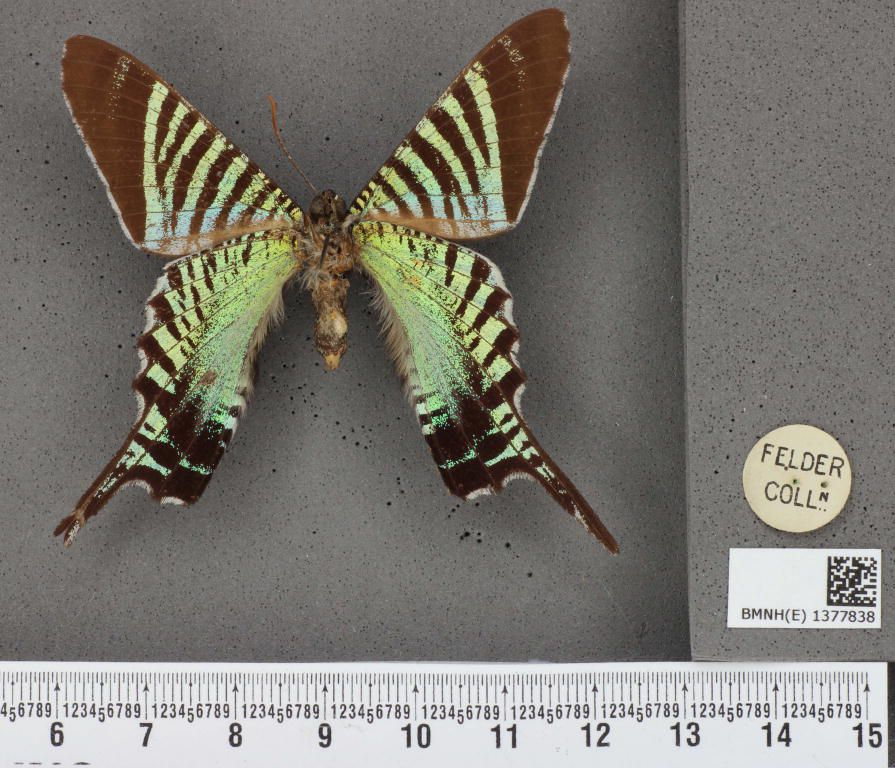
Urania sloanus au Musée d'histoire naturelle de Londres. Vue ventrale

### Juvéniles
Les œufs, de couleur jaunâtre, étaient sphériques, côtelés et légèrement aplatis aux extrémités. Les chenilles mesuraient jusqu'à 4.4 cm de long. Elles avaient une tête rouge orangé et un corps de couleur noir, et avaient quatre paires de fausses pattes en plus de la paire anale. Le dos présentait une bande composée de deux lignes blanches assez irrégulière encadrant une ligne bleue, interrompue au milieu du corps et traversée par des lignes perpendiculaires blanches et irrégulières, l'ensemble évoquant des caractères hébreux. Les flancs étaient ornés d'une mince ligne blanche au niveau des stigmates. Le ventre était noir avec une bande crème de chaque côté. Le corps était couvert de poils en forme de fuseau, noir à la base et blanc aux extrémités.
La chrysalide était de couleur brun-rouge, lisse et brillante. Elle mesurait environ 2.2 cm de long et 0.7 cm de large. Les segments abdominaux étaient ornés de points noirs et les nervures des ailes étaient de couleur noir. La nymphose avait lieu dans un cocon de soie, constitué d'un réseau de fil assez lâche,.

## Cycle de vie
Les larves se nourrissaient des arbustes de l'espèce Omphalea triandra, qui poussent dans les forêts humide de la Jamaïque. Les chenilles pouvaient défolier entièrement la plante-hôte. Les papillons adultes se rencontraient surtout de mars à juillet, mais pouvaient occasionnellement s'observer en hiver. Les adultes étaient diurne et se nourrissaient du nectar des fleurs, particulièrement des fleurs de manguier.

## Répartition
Cette espèce était endémique de la Jamaïque. Les larves vivaient dans les forêts humides de basse altitude, sur les espèces du genre Omphalea, tandis que les adultes se trouvaient jusqu'à 700 mètres d'altitude.

## Taxinomie
L'espèce a été décrite pour la première fois par Pieter Cramer en 1779. Celui-ci l'a nommé en hommage à Hans Sloane. Sloane fut probablement le premier à avoir représenté ce papillon dans son Natural History of Jamaica publié en 1725, soit bien avant qu'il ne soit décrit.

## Disparition
L'espèce est devenue de plus en plus rare au cours du XIXe siècle. Elle a été vue pour la dernière fois de façon certaine par des écoliers en 1894-1895. Il existe dans une collection italienne deux beaux spécimens portant la date de 1908, mais il n'est pas certain qu'il s'agisse véritablement de la date de la collecte.
Les causes de la disparition ne sont pas parfaitement établies. Bien que la forêt de basse altitude ait été victime de la déforestation elle est loin d'avoir entièrement disparu et la plante-hôte de l'espèce, Omphalea triandra, n'est pas menacée. Il est probable que ce papillon migrait entre plusieurs espèces d'Omphalea, à l'image de l'espèce apparentée Chrysiridia rhipheus. Urania sloanus se nourrissait peut-être d'Omphalea diandra qui a depuis disparu de la Jamaïque. La perte de l'une de ses plantes-hôtes aura alors entrainé la disparition de l'espèce. Les cyclones et la destruction de son habitat pourraient également avoir joué un rôle.